# Fauch
Fauch és un municipi francès, de la regió d'Occitània i del departament del Tarn.

## Demografia
| 1962                                       | 1968 | 1975 | 1982 | 1990 | 1999 | 2007 |
| ------------------------------------------ | ---- | ---- | ---- | ---- | ---- | ---- |
| 300                                        | 303  | 272  | 286  | 343  | 392  | 478  |
| Des de 1962: població sense dobles comptes |      |      |      |      |      |      |

## Administració
| Període | Identitat        | Partit |
| ------- | ---------------- | ------ |
| 2001-   | Robert Roumegoux |        |